# Polygonatum megaphyllum
Polygonatum megaphyllum är en sparrisväxtart som beskrevs av P.Y.Li. Polygonatum megaphyllum ingår i släktet ramsar, och familjen sparrisväxter. Inga underarter finns listade i Catalogue of Life.